# Магаданка
Магаданка (рос. Магаданка) — річка в Російській Федерації, що протікає територією міста Магадан і ділить його на дві частини. Довжина річки — 29 км. Впадає у Тауйську губу Охотського моря. 